# Lispocephala alma
Lispocephala alma är en tvåvingeart som först beskrevs av Johann Wilhelm Meigen 1826.  Lispocephala alma ingår i släktet Lispocephala, och familjen husflugor. Arten är reproducerande i Sverige.